# Саїсська битва
Саїсська битва — битва, що відбулась 19 квітня 1208 року до н. е., на 5-му році правління фараона Мернептаха, біля давньоєгипетського міста Саїс на заході дельти Нілу між військом Єгипту та з'єднаними загонами лівійців і «народів моря». Як і в битві при Кадеші, від результату Саїсської битви залежало подальше існування єгипетської держави. Перемога єгиптян супроводжувалась багатотисячними втратами з обох сторін (загальні втрати оцінюються у 12 000 — 14 000 осіб).

## Передумови
Упродовж багатьох сотень років територія Стародавнього Єгипту зазнавала нападів з боку лівійських племен. Як правило, то були народи темеху й техену, що здійснювали походи в дельту Нілу ще за часів Стародавнього царства.
Вже у перший рік правління фараон Мернептах був змушений придушувати заворушення у залежних землях Палестини. Щоб запобігти майбутнім набігам з Азії, він збудував на підступах до Геліополіса кілька фортець. Як повідомляють карнацькі написи, в середині березня 1208 року до н. е. під час будівництва на східних околицях Дельти, Мернептах отримав повідомлення про вторгнення ворогів з боку західного кордону. Імовірно, лівійський князь Мрауій тривалий час спостерігав за фортифікаційними роботами на східному кордоні Єгипту, й вирішив більше не квапитись із нападом. Об'єднавши свої військові загони з войовничими «народами моря», лівійці Західної пустелі виступили вже не у звичайний грабіжницький набіг, а у справжній завойовницький похід. Серед «народів моря» найбільш численними були аквіваша (нині ідентифікуються з греками-ахейцями), а також туріша (етруски), шелекеша (імовірно, жителі Сицилії), та представники країни Лука (народи Малої Азії). В армії лівійців бились практично всі чоловіки, здатні носити зброю.

## Битва
Мернептах витратив 14 днів на те, щоб зібрати армію та приготувати її до відсічі. Безпосередньо перед битвою він символічно «отримав» від бога Пта священний меч хопеш. Після перемоги Мернептаха у Карнаці було виготовлено багато рельєфів, на яких повідомлялось про розгром ворога.
Напади «народів моря» і лівійців на Єгипет, що почались за правління фараона Рамсеса II, були лише тимчасово призупинені розгромом у Саїсській битві. За Рамсеса III відбулась нова велика битва між старими противниками.